# صنوبر لومهولزي
الصنوبر اللومهولزي نوع نباتي شجري من ضرب الصنوبر الحقيقي يتبع الفصيلة الصنوبرية. ينتشر في مرتفعات المكسيك.